# Sam Hornish
Samuel Jon Hornish Jr. (Defiance, 2 luglio 1979) è un pilota automobilistico statunitense, tre volte campione della IndyCar Series (2001, 2002 e 2006).

## Biografia
Dal 2000 al 2007 ha preso parte al campionato Indy Racing League conquistando il titolo della categoria negli anni 2001, 2002 e 2006.
Detiene sia il record di titoli, sia il record di vittorie, 19 in 116 gare disputate. Nel 2006 è riuscito a vincere, per la prima volta, la 500 Miglia di Indianapolis, battendo per pochi millesimi Marco Andretti.
A partire dal 2008, Sam Hornish ha cominciato a gareggiare in NASCAR per il team di Roger Penske nella Sprint Cup Series. A partire dal 2011, Hornish è passato alla Nationwide Series, sempre correndo per Penske, partecipando a varie gare e trovando la vittoria alla terzultima gara dell'anno. Nel 2012, Hornish partecipa alla Nationwide Series nuovamente con una Dodge del team di Roger Penske. In seguito allo scandalo doping che ha visto protagonista A. J. Allmendinger, Sam Hornish è stato chiamato per correre in Sprint Cup con la Dodge numero 22 in sua sostituzione. Nel 2015 correrà a tempo pieno con il Richard Petty Motorsports #9 al posto di Marcos Ambrose.

## Palmarès
2001
- in Indy Racing League

2002
- in Indy Racing League

2006
- in Indy Racing League
- alla 500 Miglia di Indianapolis